# Charles Dunoyer

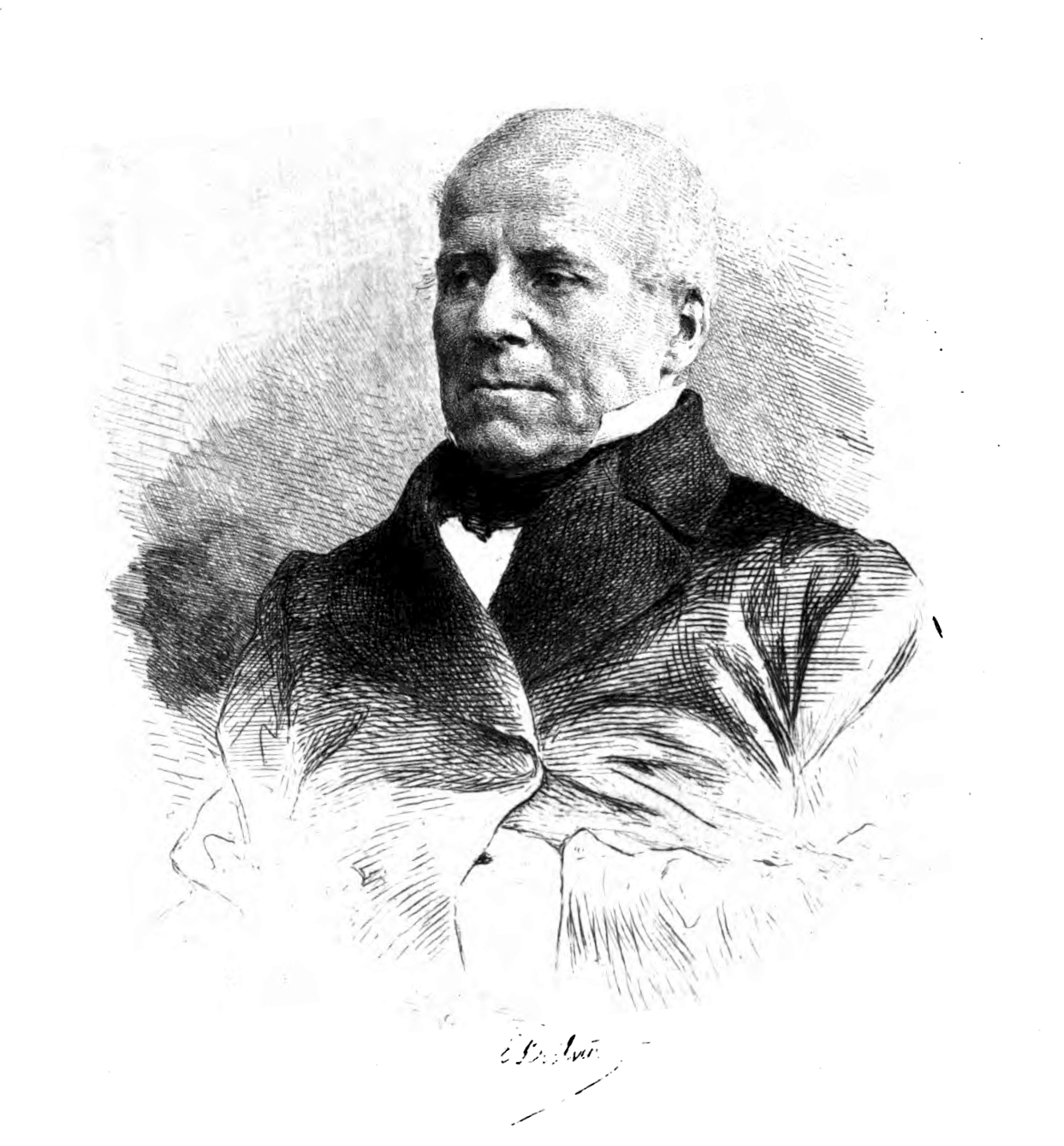
Charles Dunoyer.

Barthélemy Charles Dunoyer (* 20. Mai 1786 in Carennac (Département Lot); † 4. Dezember 1862 in Paris) war ein bedeutender Nationalökonom Frankreichs. Er galt als Freihändler und Manchesterliberaler.

## Leben
Dunoyer war ein Großneffe Jean-Jacques Rousseaus. Er gründete 1814 in Gemeinschaft mit Fr. Charles Comte die Zeitung Le Censeur, welche die Prinzipien von 1789 vertrat, ihrer Freisinnigkeit wegen verfolgt, im folgenden Jahr den Titel La Collection annahm und so bis 1819 erschien. Nach der Julirevolution wurde er Präfekt des Départements Somme, Mitglied des Instituts, 1838 Staatsrat und 1839 Verwalter der königlichen Bibliothek, musste sich aber nach dem Staatsstreich vom 2. Dezember 1851 ins Privatleben zurückziehen und starb am 4. Dezember 1862.
Dunoyer war Mitglied der Akademie der moralischen und politischen Wissenschaften.

## Ökonomische Lehre
Er war ein radikaler Vertreter des Laissez-faire. Der Begriff der Freiheit war für ihn der Dreh- und Angelpunkt der Wissenschaft, Maßstab für alles und jegliches bis ins kleinste Detail, was seinen Schriften eine rigorose Geschlossenheit verlieh. Er verstand darunter nicht nur die Beseitigung aller äußeren Schranken des Wirtschaftslebens, sondern auch das Bezwingen der Natur sowie der Unwissenheit und der wirtschaftlichen Unfähigkeit der Menschen. Die Freiheit war für ihn das geschichtlich progressive Ergebnis des technischen und wirtschaftlichen Fortschritts. Seine Geschichtsdarstellung beschließt er mit einer idealisierten Schilderung des régime industriel, das die besten Bedingungen für die freie Entwicklung aller produktiven Kräfte biete. In seiner Ablehnung von staatlicher Intervention geht er dabei weiter als die anderen klassischen Nationalökonomen.
Im Anschluss an die Theorie der immateriellen Güter von Jean-Baptiste Say liefert er eine Klassifikation von Gewerben und Künsten, welche er nacheinander einzeln abhandelt. Im Vergleich zu Adam Smith und Say hat er den Kreis der wirtschaftlich relevanten Bedürfnisse fast grenzenlos ausgeweitet.  Im Rückgriff auf Adam Smith vertrat er die These, dass die Arbeit allein die „schöpferische Kraft aller Brauchbarkeiten“ ist.
Was die Methode angeht, glaubte er wie viele andere Ökonomen induktiv vorzugehen, obgleich er aus vorgefassten Ideen deduzierte; sie stellt gegenüber Say und Rossi einen Rückschritt dar.
Dunoyer  war auch Befürworter des Minimalstaates; den Staat abschaffen wollte er nie, im Gegensatz zu Gustave de Molinari, der selbst Polizeiaufgaben privatisieren wollte und dem Dunoyer die „Illusion der Logik“ vorwarf.

## Schriften
- Réponse à quelques pamphlets contre la constitution, 1814
- Lettre à un électeur de département, 1822
- Du droit de pétition à l'occasion des élections, 1824
- L'Industrie et la morale considérées dans leurs rapports avec la liberté, 1825
- Nouveau Traité d'économie sociale, 1830
- Esprit et méthodes comparés de l'Angleterre et de la France dans les entreprises des travaux publics et en particulier des chemins de fer, 1840
- Des objections qu'on a soulevées dans ces derniers temps contre le régime de la concurrence, 1841
- De la liberté d'enseignement, 1844
- De la liberté du travail, ou simple exposé des conditions dans lesquelles les force humaines s'exercent avec le plus de puissance, 1845
- Rapport à la suite d'informations prises en Angleterre, 1855
- Rapport fait au nom de la section de morale sur le concours concernant les rapports de la morale avec l'économie politique, 1860
- Le Second Empire et une nouvelle restauration, 1864
- Œuvres de Dunoyer, revues sur les manuscrits de l'auteur, 1870